# توافق جامع راهبردی ایران و روسیه
توافق جامع راهبردی ایران و روسیه توافقنامه‌ای است که در ۱۷ ژانویهٔ ۲۰۲۵ توسط مسعود پزشکیان، رئیس‌جمهور ایران و ولادیمیر پوتین، رئیس‌جمهور روسیه، بین ایران و روسیه امضا شد. امضای این قرارداد در زمانی انجام شد که دو کشور با تحریم‌های شدید غرب روبه‌رو هستند. قرار است این توافقنامه موجب تقویت روابط نظامی و اقتصادی دو کشور شود.
پیشنهاد این توافقنامه در دی ۱۴۰۰ و در جریان سفر ابراهیم رئیسی (رئیس‌جمهور ایران) به روسیه برای ملاقات با ولادیمیر پوتین مطرح و تکمیل گردید. این توافق قرارداد برنامه‌های مشترک نظامی را در خود دارد. به گفته سفیر ایرانی برای روسیه کلیات برنامه‌ها در یک نقشه راه آماده کرده‌اند. ایران و روسیه و هند اعضای کریدور ترانزیت شمال جنوب و پیمان شانگهای هستند. قبل از رئیسی هاشمی رفسنجانی و روحانی این سند را امضا کرده بودند.

## تصویب

### روسیه
در آوریل ۲۰۲۵ مجلس دومای روسیه با اکثریت قاطع این توافق را تصویب کرد. دو هفته بعد شورای فدراسیون روسیه، مجلس علیای پارلمان، با اکثریت آرا توافق‌نامه را تصویب کرد.

### ایران
لایحه این توافقنامه هنوز از سوی دولت به مجلس ارسال نشده است.

## جستارهایی وابسته
- برنامه ۲۵ ساله همکاری‌های مشترک ایران و چین